# Stockholm (Schiff, 1953)
Die MS Stockholm ist ein 1953 vom Stapel gelaufenes schwedisches Dienst- und Lotsenboot.

## Schiff
Die MS Stockholm wurde 1953 in der Werft Helsingborg Varfs – A.B. in Helsingborg gebaut und in den Dienst des schwedischen Seeschifffahrtsamtes gestellt. Die Stockholm war lange Jahre als Mehrzweckschiff im Dienst. Sie diente als Lotsenboot, Schlepper, Hafeneisbrecher und Tonnenleger. Sie wurde auch bei Einsätzen als Seenotrettungsboot verwendet. Im Mai 1997 wechselte die Stockholm zur Ishavet Inc. 1999 erfolgten Umbau und Modernisierung, hierbei stand das 1892 vom Stapel gelaufene Polarschiff Fram des norwegischen Forschers Fridtjof Nansen Pate. Aktuell ist das Schiff für Polar-Kreuzfahrten meistens rund um Spitzbergen im Einsatz.
Das Schiff steht als M/S Stockholm av Göteborg in der Lista över kulturmärkta bruksfartyg i Sverige (dt. Liste kulturell gekennzeichneter Handelsschiffe in Schweden) des Seehistorischen Museums in Stockholm.

## Filmkulisse
Die Stockholm wurde im Jahr 2011 in Hamburg und in der Arktis als Requisite und Drehort bei Innenaufnahmen für den Thriller An Enemy To Die For – eine schwedisch-norwegisch-deutsche Co-Produktion – verwendet, der 2012 in Schweden und 2013 in Deutschland in die Kinos kam. Abgebildet war die Stockholm auch auf den Kinoplakaten.